# 雪ミク スカイタウン
雪ミク スカイタウン（ゆきミク スカイタウン）は、北海道千歳市の新千歳空港にある雪ミク（初音ミク）のショップおよびミュージアム。

## 概要

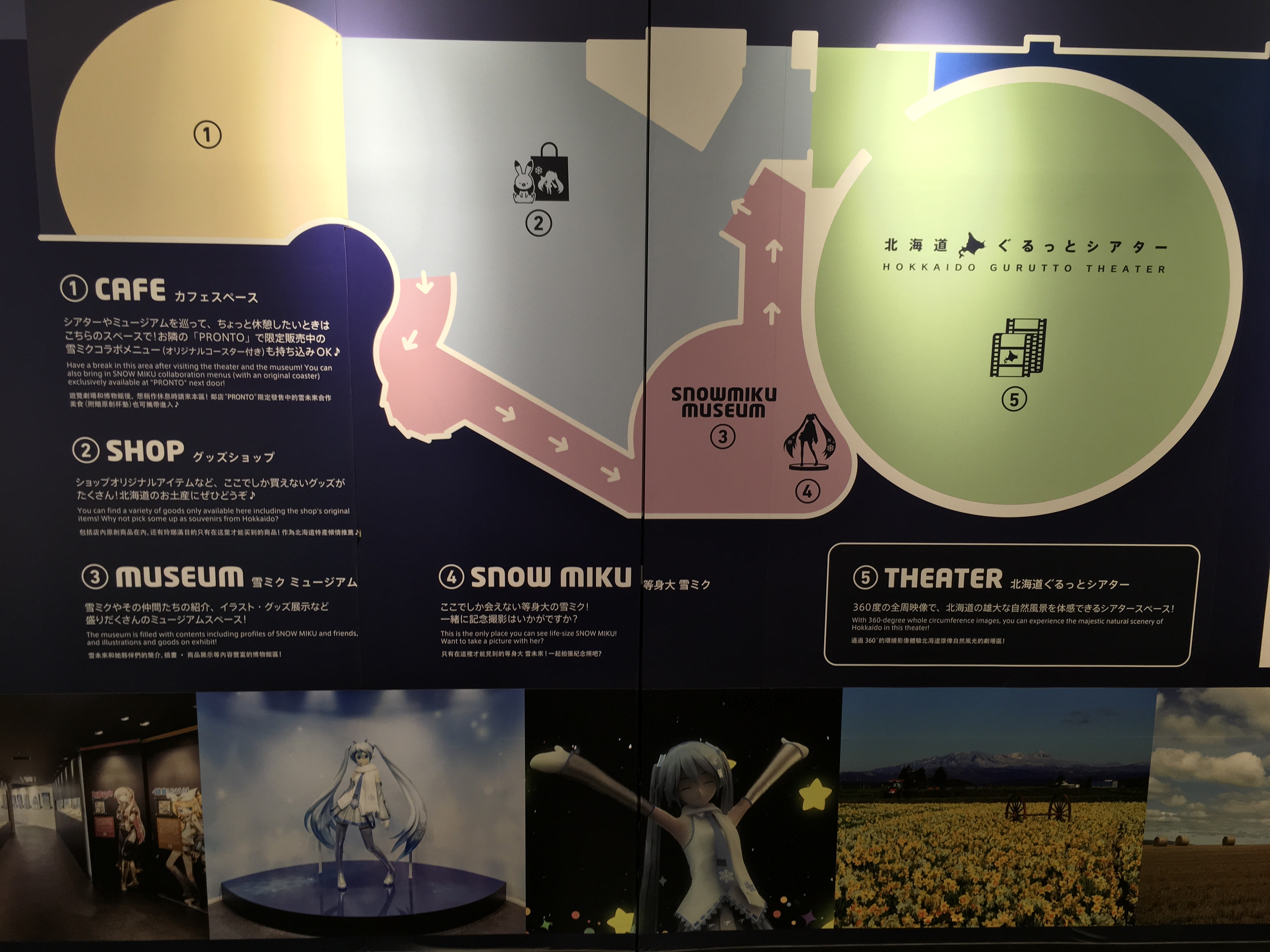
施設の概略図

グッズショップや雪ミク等身大フィギュアが展示されているミュージアムのほか、カフェスペースが設けられている。
また、幅5メートル・高さ3メートルのホワイトボードが設置されており、イラストを自由に描けるため、訪れたファンが描き込んだミクの姿であふれている。

## 歴史
かつてクリプトン・フューチャー・メディアが、新千歳空港のセンタープラザでKEIのサイン会や雪ミクの展示会を開いたところ、大反響があったため、空港側から「何かやりませんか」と話を持ち掛けて、常設店舗の設置につながった。
2014年の開業に先立ち、同年12月6日から国内線2階センタープラザにて高さ約6mの「雪ミクツリー」が展示され、12月20日から12月25日にかけて「雪ミクスカイタウン」オープン記念イベントが開催された。
2018年にはJR池袋駅南改札正面催事スペースにて、期間限定で「雪ミク スカイタウン出張所」が設けられた。
2024年末に全面リニューアルが行われ、高さ158センチメートルの新しい「等身大雪ミク像」が展示された。